# Bulgarien i olympiska vinterspelen 2010
Bulgarien deltog med 19 deltagare vid de olympiska vinterspelen 2010 i Vancouver. Ingen av landets deltagare erövrade någon medalj.